# Schweizisk chokolade
Schweizisk chokolade er chokolade, der er produceret i Schweiz. Selvom kakaobønner og andre ingredienser som sukker kommer fra andre lande en Schweiz, så skal selve produktionen af chokoladen foregå i Schweiz. Landets chokolade har et ry for at være af høj kvalitet, og der findes mange internationale chokolademærker fra Schweiz.
Schweiz er særlig kendt for sin mælkechokolade. I 1875 udviklede den schweiziske chokolademager Daniel Peter den første mælkechokolade ved brug af kondenseret mælk, der var blevet opfundet af Henri Nestlé, der var Peters nabo Vevey.